# クリミア天体物理天文台
座標: 北緯44度43分36秒 東経34度0分57.1秒 / 北緯44.72667度 東経34.015861度

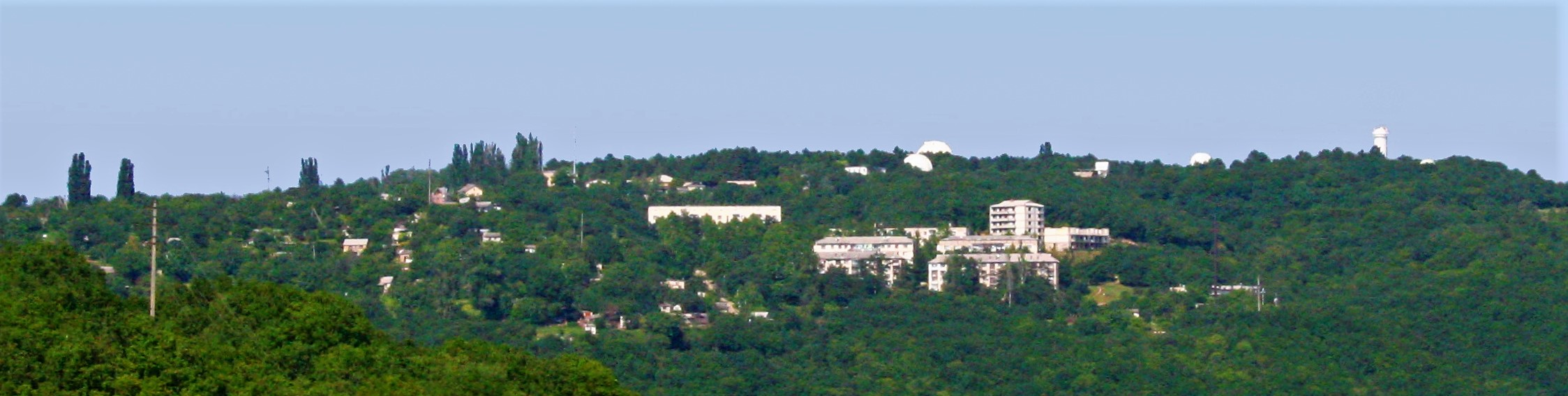
クリミア天体物理天文台

クリミア天体物理天文台（Crimean Astrophysical Observatory: CrAO、ウクライナ語：Кримська астрофізична обсерваторія）はクリミア半島にある天文台である。
新しい施設はシンフェロポリから約30kmの場所のNauchnyにある。ヤルタの西20kmのシメイズ (Simeis) にも施設がある。

## 沿革
1900年に私設の天文台としてシメイズに天文台が設立されたのに始まる。1908年にプルコヴォ天文台の分室となり、1945年からソ連科学アカデミーの機関となった。Nauchnyの施設は1949年に完成した。